# Yanny ou Laurel
 (septembre 2020).
Yanny ou Laurel est un enregistrement sonore de langue anglaise dans lequel une voix humaine peut s'entendre, selon différents auditeurs placés dans les mêmes conditions d'écoute, comme prononçant plutôt le nom « Yanny » ou plutôt le nom « Laurel ».
C’est une illusion auditive d'un réenregistrement d'un mot de vocabulaire et de sons de fond ajoutés, également mélangés à l'enregistrement, qui est devenu populaire en mai 2018. Dans un bref enregistrement audio, 53 % des plus de 500 000 personnes ont répondu dans une enquête sur Twitter qu'ils avaient entendu l'homme prononcer le nom « Laurel », et 47 % avaient entendu une voix prononcer le mot « Yanny ». L'analyse des fréquences sonores a confirmé que les deux ensembles de sons sont présents dans l'enregistrement mixte, mais certains utilisateurs se concentrent sur les sons de fréquence plus élevée dans « Yanny » et ne semblent pas entendre les sons les plus faibles du mot « Laurel ». Lorsque le clip audio a été ralenti à des fréquences plus basses, le mot « Yanny » a été entendu par plus d'auditeurs, tandis qu'une lecture plus rapide fait entendre « Laurel ».
Cet enregistrement a émergé dans la culture populaire, aux États-Unis, au milieu du mois de mai 2018,,.

## Contexte
Le doublage mixte a été créé par des élèves qui ont joué le son du mot « Laurel » (en anglais: laurel wreath), tout en réenregistrant la lecture au milieu d'un bruit de fond dans la pièce. Le clip audio du mot principal « laurel » est né en 2007 d'un enregistrement de Jay Aubrey Jones, un chanteur d'opéra, qui a prononcé le mot « laurel » comme l'une des 200 000 prononciations de référence produites et publiées par www.vocabulary.com en 2007,,. Le clip a été réalisé chez Jones à l'aide d'un ordinateur portable et d'un microphone entourés de mousse pour assurer l'insonorisation de l'enregistrement.
La découverte du phénomène d'ambiguïté est attribuée à Katie Hetzel, une recrue de 15 ans au Flowery Branch High School, près d'Atlanta, en Géorgie, qui a publié une description publiquement sur Instagram le 11 mai 2018. L'illusion atteint plus de popularité lorsque l'ami de l'étudiante l'a posté sur Reddit le lendemain. Il a été repris par la youtubeuse Cloe Feldman sur son compte Twitter.

## Culture populaire
Les personnes notables qui ont répondu à l'illusion auditive inclus Ellen DeGeneres, Stephen King et Chrissy Teigen,. Laurel Halo et Yanni, dont les noms sont similaires à ceux donnés dans l'illusion auditive, ont également répondu. Dans une vidéo publiée par la Maison Blanche, divers membres de l'administration de Trump ont réagi au mème, et le président Donald Trump a déclaré: « J'entends le covfefe », en référence à son tweet « covfefe » de l'année précédente. 